# Indotipula laffooniana
Indotipula laffooniana är en tvåvingeart som först beskrevs av Alexander 1971.  Indotipula laffooniana ingår i släktet Indotipula och familjen storharkrankar. Inga underarter finns listade i Catalogue of Life.